# 马克西姆·涅达谢卡夫
马克西姆·尤里耶维奇·涅达谢卡夫（1998年1月21日—）是一名专长于跳高的白俄罗斯男子田径运动员。2018年8月，他在欧洲锦标赛上以2米33获得一枚银牌，一年后，他在世界田径锦标赛上以同样的成绩获得第四名。